# Закон за реформата (1832)
Законът за реформа от 1832 г. (на английски: Reform Act 1832), официално Закон за представителството на хората от 1832 г. (на английски: Representation of the People Act 1832) е закон, който променя изборните процедури за Британската камара на представителите, за да представлява по-добре избирателите.
Реформата имала за цел да коригира избирателната система във Великобритания. Преди прилагането ѝ правото на глас е ограничено до малка част от населението, според икономическите картели, а избирателните райони са определени по-скоро исторически, отколкото според действителния брой жители, като по този начин се създават огромни различия между числеността на населението в различните области. Призивите за коригиране на ситуацията започнали през 18 век, но едва след отзвука от Френската революция реформаторите успели да я реализират по инициатива на премиера лорд Грей. Двете основни промени в реформата били премахването на историческите избирателни райони с много малък брой гласоподаватели и предоставянето на право на глас на по-широка общественост, но не и на цялото население. Историците не са съгласни доколко реформата е повлияла на демокрацията във Великобритания.

## Предистория
Реформата е резултат от десетилетна политическа борба за коригиране на нарушенията в представителството на британските избиратели, борба, която понякога е била в основата на британския политически дебат.
В ситуацията преди влизането в сила на закона Великобритания е разделена на избирателни райони според границите на феодалните имения, датиращи от Средновековието, което обаче не отразява демографската реалност. Областите били разделени на два типа:
- селски окръзи (counties), които трябвало да представляват собствениците на земя, и също били важна административна единица (например организиране на милиции и съдебната система).
- градски райони (boroughs), които трябвало да представят статута на търговците и градската буржоазия.